# Florido de Silvestris
Florido de Silvestris (Barbarano Romano, ca. 1596 – Roma, 1674) è stato un editore, cantore, compositore,  drammaturgo e sacerdote italiano.

## Biografia
Florido de Silvestris nacque a Barbarano Romano (Viterbo), nel territorio della Tuscia. Nel 1656, come risulta dalla «Descrizione del rione di Campo Marzio fatta il mese di luglio 1656», Don Florido, sacerdote da Bar[baran]o, aveva circa 60 anni e viveva con «Gioanna sua madre di anni 74» a Roma in una casa «tra le colonnelle di San Giacomo agli otto cantoni».

Fu sacerdote e canonico della chiesa collegiata di S. Stefano a Bracciano.
Visse stabilmente a Roma, dove, dal novembre 1646 al settembre 1655, fu cappellano e cantore basso nella cappella dell'ospedale di S. Spirito in Saxia. Dal gennaio 1656 entrò, sempre come cantore basso, nella cappella di S. Giacomo degli Incurabili (oggi in Augusta), rimanendovi fino alla morte, nel 1674. Venne sepolto sotto ad uno dei due organi della chiesa.
De Silvestris è noto principalmente come curatore di almeno ventitré antologie di musica sacra e profana, stampate a Bracciano e a Roma tra il 1643 e il 1672, con cadenza annuale, e in diversi casi anche ristampate. Le edizioni da lui prodotte ebbero notevole successo e diffusione poiché comprendevano, oltre a qualche propria composizione, quelle dei più importanti maestri di cappella delle chiese di Roma, come Antonio Maria Abbatini, Giacomo Carissimi, Orazio Benevoli, Francesco Foggia e molti altri.
Curò anche la riedizione di opere di carattere didattico: Il primo libro a due voci dei ricercari di Bernardino Lupacchino e Giovanni Maria Tasso (Bracciano, 1642), Il primo libro di madrigali a quattro voci di Jacques Arcadelt (Bracciano, 1642), la Scala di musica molto necessaria per principianti di Orazio Scaletta (Roma, 1642), i Ricercari a due voci per sonare e cantare di Grammazio Metallo (Bracciano, 1643), e il Directorium chori ad usum omnium ecclesiarum cathedralium et collegiatum (Roma, 1642).
Curò la stampa postuma delle Sacrae musicales cantiones octo vocibus (Roma, A. Belmonti, 1666) di Bernardino Vannini (ca. 1590-1666), già maestro di cappella della cattedrale di Viterbo, come lui nativo di Barbarano Romano.
De Silvestris fu attivo anche come autore drammatico; pubblicò infatti sei commedie e altre due opere drammatiche. In veste di letterato fu membro dell'Accademia dei Disuniti col nome di Incapace.

## Opere e antologie musicali da lui curate
- Bernardino Lupacchino - Giovanni Maria Tasso, Il primo libro a due voci dei ricercari, Bracciano, A. Fei, 1642
- Jacques Arcadelt, Il primo libro di madrigali a quattro voci  Bracciano, A. Fei, 1642
- Orazio Scaletta, Scala di musica molto necessaria per principianti, Roma, A. Fei, 1642
- Giovanni Domenico Guidetti, Directorium chori ad usum omnium ecclesiarum cathedralium et collegiatum, Roma, A. Fei, 1642
- Grammazio Metallo, Ricercari a due voci per sonare e cantare,  Bracciano, A. Fei, 1643
- Floridus concentus sacras continens laudes..., Bracciano, A. Fei, 1643
- Has alteras sacras cantiones..., Roma, L. Grignani, 1645
- Messe a 4 voci le tre prime del Palestina [sic], cioè di Papa Marcello ridotta a 4 da Gio. Francesco Anerio, Iste confessor et Sine nomine, et la quarta dell'istesso Gio. Francesco Anerio ... con l'aggiunta di una messa di Pietro Heredia, Roma, L. Grignani, 1646.
- Ariette di musica a unae due voci, Bracciano, A. Fei, 1646
- Floridus modulorum hortus..., Bracciano, A. Fei, 1647
- Florida verba..., Roma, G.B. Robletti, 1648
- Cantiones alias sacras..., Roma, L. Grignani, 1649
- Has alias cantiones..., Roma, L. Grignani, 1650
- Has sacras cantiones... Pars prima, Roma, V. Mascardi, 1651
- Has quatuor missas... 4, 5 et 8 vocibus, Roma, G. P. Collini, 1651
- Has sacras cantiones... pars secunda, Roma, V. Mascardi, 1652
- Florido concento di madrigali in musica a 3 voci ... Parte prima,  Roma, V. Mascardi, 1652
- Florido concento di madrigali in musica a 3 voci ... Parte seconda, Roma, V. Mascardi, 1653
- Has alias cantiones sacras..., Roma, V. Mascardi, 1654
- Alias cantiones sacras... tribus vocibus paribus, Roma, M. Cortellini, 1655
- Psalmos istos ... tribus diversis vocibus concinnatos...., Roma, I. De Lazzari, 1662
- Has alteras sacras cantiones ... unica voce contextas ... Pars secunda, Roma, I. De Lazzari, 1663
- Istas alias sacras cantiones..., Roma, I. De Lazzari, 1664
- Has alias cantiones sacras..., Roma, I. De Lazzari, 1664
- Bernardino Vannini, Sacrae musicales cantiones octo vocibus, Roma, A. Belmonti, 1666
- Istas alias cantiones sacras ... tribus diversis vocibus, Roma, G. Fei, 1668
- Sacras cantiones duabus variis vocibus..., Roma, G.A. Muzi, 1672

## Opere drammatiche
- La fuga dell'hermana. Comedia nova, Bracciano, A. Fei, 1638
- I due fratelli discordi. Comedia, Bracciano, A. Fei, 1639
- Signorina zingaretta. Comedia, Viterbo, 1646
- Il capitano da questo mondo. Comedia, Macerata, F. Comacci, 1647
- Est locanda. Comedia, Velletri, Bilancioni, 1648
- La combattuta vedova. Comedia, Viterbo, Diotallevi, 1653
- La vignarola. Discorso per intermedio, Viterbo, Diotallevi, 1653
- Masista. Istoria tragica, Roma, successore del Mascardi, 1667

## Opere letterarie e religiose
- Florido discorso dell'illustriss. signore il signor marchese Francesco Oldoini tesoriere della maestà catolica nel regno di Sicilia, Roma, I. de Lazzari, 1654
- Corona di dodici sante vergini straniere ... Con la vita, et transito di Felice Vergine da Barbarano, Roma, S. Cavalli, 1664
- Certe ottave sopra il pensiero bizzarro e piacevole, dove con finto e semplice discorso si biasma l'arrogante e prosuntosa ignoranza, Velletri, F. Moneta, 1665
- Discorso nel martirio con la morte dell'inuitto martire Guglielmo Cartero stampatore de' libri nella città di Londra, Viterbo, Martinelli, 1669
- Martirio con la morte delli gloriosi martiri S. Menigno, et S. Anastasio tintori, Viterbo, Martinelli, 1669
- Martirio con la morte del glorioso martire S. Donnino gia cameriere di cesarea maestà, Viterbo, Martinelli, 1670
- Martirio con la morte delli sette gloriosi santi martiri medici. Ronciglione, 1673.